# Zapponeta
Zapponeta es una localidad y comune italiana de la provincia de Foggia, región de Apulia, con 3.385 habitantes.

## Evolución demográfica
| Gráfica de evolución demográfica de Zapponeta entre 1861 y 2001 |
|                                                                 |
| Fuente ISTAT - elaboración gráfica de Wikipedia                 |

## Personas relacionadas
- Nicola Di Bari (Zapponeta, 1940), cantautor
- Berardino Capocchiano (Zapponeta, 1965), jugador de fútbol